# Martín Serrano (músico)
Martín Serrano (¿? - Burgos, 15 de febrero de 1666) fue un compositor y maestro de capilla español.

## Vida
Se desconoce la fecha o el lugar de nacimiento de Martín Serrano, pero se sabe que se formó musicalmente en la Catedral de Burgos. Fue infante del coro y posteriormente cantor hasta 1637, año en el que perdió la voz, por lo que debió haber estudiado con el maestro Luis Bernardo Jalón. A partir de esa fecha aprovechó para aprender a tocar varios instrumentos, principalmente la corneta, pero también el arpa, el bajón y otros.
Hay noticias de un Martín Serrano recibido en la Catedral de Valladolid como músico corneta el 13 de septiembre de 1638, con un salario de 50 reales mensuales. Se desconoce si es el mismo Martín Serrano de Burgos, porque Serrano aparece de nuevo en la metropolitana burgalesa como ministril interino hasta 1643, cuando fue recibido como titular. Se le calificó como instrumentista «con mucha destreza» que tocaba varios instrumentos, sobre todo el arpa y el órgano. Sin embargo, en 1653 se le denegó un aumento del salario, por lo que decidió marcharse a Santiago de Compostela.
El 8 de diciembre de 1654 era recibido en la Catedral de Santiago de Compostela como «músico de instrumento». Su talento, de nuevo, fue muy apreciado por el cabildo, de forma que en 1656 le eligió para suplir al maestro Bartolomé de Olagüe, que se encontraba enfermo, en todas sus obligaciones, incluyendo el cuidado y la enseñanza de los infantes. En febrero de 1658 fallecía el maestro Olagüe, quedando vacante el magisterio. El cabildo nombraba en 1659 a Serrano maestro de capilla interino, de forma que no fuera necesario realizar oposiciones y siempre quedase abierta la posibilidad de despedirlo.
A partir de ese momento realizó de forma oficial todas las obligaciones del magisterio de la capilla de música. Sin embargo no está claro que compusiese las obras necesarias para el culto, ya que solo se conoce una entrada en las actas capitulares de 1663 en la que se habla de los ensayos de los villancicos de Navidad. Al parecer no hubo quejas del cabildo, que el 26 de enero de 1660 le nombró oficialmente maestro de capilla de pleno derecho y se le aumentó el salario.
El 13 de marzo de 1661 se despedía el maestro Francisco Ruiz de Samaniego de Burgos, aduciendo que el clima tan frío le afectaba la salud. El cabildo decidió no poner edictos, entregando el cargo directamente a Juan de La Madrid el 11 de diciembre de 1662. Serrano también había ofrecido sus servicios al cabildo burgalés para la ocasión, pero fue rechazado por estar casado.
El 26 de marzo de 1665 el cabildo decidía despedirle:

Martín Serrano, maestro de capilla, no cumplía ni había cumplido como debía y habían hecho sus antecesores con la constitución que habla de su oficio, en la parte de instruir en el canto y música a los mozos de coro y acólitos, ni en la de leer las lecciones de canto, según dispone dicha constitución; para que los que le sucediesen en dicho oficio tengan entendido que han de cumplir exactamente con dicha constitución y los demás ministros de la capilla con lo que les toca [...]

Se le entregó el salario de un año, unos 800 ducados, y se constató que había entregado todos los papeles y libros de música recibidos por inventario.
Regresó a Burgos con una carta de recomendación del arzobispo de Santiago. El cabildo burgalés le recibió el 14 de agosto de 1665 con una media ración de cantor «con la futura sucesión del magisterio de capilla», mientras tomaba la responsabilidad de la dirección del colegio de los niños del coro. Serrano fallecía pocos meses después, el 15 de febrero de 1666, estando su familia todavía en Santiago de Compostela. Su viuda solicitaba en mayo de 1666 al cabildo compostelano una ayuda «atendiendo a la mucha asistencia con que el sobredicho ha asistido en el tiempo que ha sido tal maestre de capilla». El cabildo le concedió una pensión durante dos años, consistente en un real y medio por día.

## Obra
No se conservan composiciones de Serrano en las catedrales de Burgos o Santiago, pero en la de Burgos hay una misa breve, dos motetes y una Salve Regina atribuidas al «Maestro Serano», que por estilo pudieran ser de este maestro.